# Хуаньцзян (карст)
Хуаньцзян (кит.: 环江喀斯特, піньінь: Huán jiāng kāsītè) — карстове утворення в автономному повіті Хуаньцзян-Маонань Гуансі-Чжуанського автономного району КНР. Є частиною Південно-Китайського карсту, що занесений до Світової спадщини ЮНЕСКО. У 2014 році до цього переліку додано карст Хуаньцзян.

## Опис
Загальна площа становить 7129 га (буферна зона — 4430 га). Розташовано в автономному повіті Хуаньцзян-Маонань (в 72 км від самого міста Хуаньцзян) Ґуансі-Чжуанського автономного району, в межах колишнього Мулунського національного заповідника. Адміністративно тут також розташований Маонанський автономний повіт, де мешкає національні меншини маонань, мяо, яо, чжуани.
Тягнеться до карстового району Лібо. Карсти Хуаньцзяна мають форму відому як фенкун (конічну, утворюючи скупчення карстів), а також вежеподібну (фенлінь), мечеподібну, зустрічаються піки різної висоти, карстові пагорби. Карсти типу фенлінь та фенкун збереглися у первісному стані, що є рідкістю. Водночас це дозволяє дослідити еволюцію карстів в цілому в Азії.
Карсти Хуаньцзяна вкриті майже незайманими мусонними лісами. Також вони пронизані численними печерами, багато з яких за дослідженнями вченими, є найдавнішими в Азії.
Клімат вологий, субтропічний, що забезпечує біологічне різноманіття флори і фауни. Максимальна денна температура становить 24-28 °C, нічна — 16-19 °C.

## Історія
Є результатом тривалої і складної еволюції. На нього вплинули процеси вивітрювання, мусонні дощі та рух земної кори. В результаті утворили піки, пагорби, що переходять у невеличкі рівнини та долини.
Задля збереження різноманітної флори і фауни китайським урядом на території карсту Хуаньцзян створено біосферний заповідник. З метою дослідження карстової екосистеми у 1999 році було створено науково-дослідницьку станцію. У червні 2015 році на базі Хуаньцзяня відбулася I Міжнародна конференція зі збереження геоспадщини.
З 2013 року все більшого розвитку набуває туризм, вже у 2014 році було більше 600000 відвідувачів. У 2015 році тут відбувся 7-й Фестиваль Фенлун як 1-й Фестиваль з карстового туризму. Водночас відбувається розбудова транспортних шляхів, робляться інвестиції в розвиток сільського туризму.